# 欧洲E71公路
欧洲E71公路（E71）是欧洲的一条南北走向国际公路，起点为斯洛伐克科希策，经过匈牙利布达佩斯、克罗地亚萨格勒布和波斯尼亚和黑塞哥维那比哈奇，终点为克罗地亚亚得里亚海沿岸的斯普利特，总长为1,016 km（631 mi）。